# Satiri, Burkina Faso
Satiri là một tổng của tỉnh Houet ở tây nam Burkina Faso. Thủ phủ của tổng này là thị xã Satiri. Dân số năm 2006 là 37.369 người..

## Các thị xã và các làng
Balla, Bossora, Dorossiamasso, Fina, Kadoumba, Koroma, Mogobasso, Molokadoum, Nefrelaye, Ramatoulaye, Sala, Sissa, Sokourany, Tiarako và Werou.